# Irai
Pour l’article homonyme, voir Institut de recherche sur l'autodétermination des peuples et les indépendances nationales.
Irai est une commune française, située dans le département de l'Orne en région Normandie, peuplée de 609 habitants (les Idriuciens).

## Géographie

### Description
La commune est à la limite entre le pays d'Ouche et le Perche.
Elle est située à 7 km du parc naturel régional du Perche.
| Crulai                                                    | Vitrai-sous-Laigle                            | Beaulieu                                                |
| Crulai                                                    | Irai                                          | Beaulieu                                                |
| Les Aspres, Tourouvre-au-Perche (comm. dél. de Randonnai) | Tourouvre-au-Perche (comm. dél. de Randonnai) | Beaulieu, Tourouvre-au-Perche (comm. dél. de Randonnai) |

### Hydrographie
La commune est située dans le bassin Seine-Normandie. Elle est drainée par l'Avre, le fossé 01 du Bois des Côtes, le cours d'eau 01 de la commune d'Irais et un autre petit cours d'eau,.
L'Avre, d'une longueur de 80 km, prend sa source dans la commune de Tourouvre au Perche et se jette  dans l'Eure en limite de Montreuil et de Saint-Georges-Motel, après avoir traversé 29 communes. 
Trois plans d'eau complètent le réseau hydrographique : l'étang de la Forge, d'une superficie totale de 1,7 ha (0,58 ha sur la commune), l'étang des Gaillons, d'une superficie totale de 2,7 ha (1,55 ha sur la commune) et l'étang du Fourneau, d'une superficie totale de 6,6 ha (0,07 ha sur la commune),.

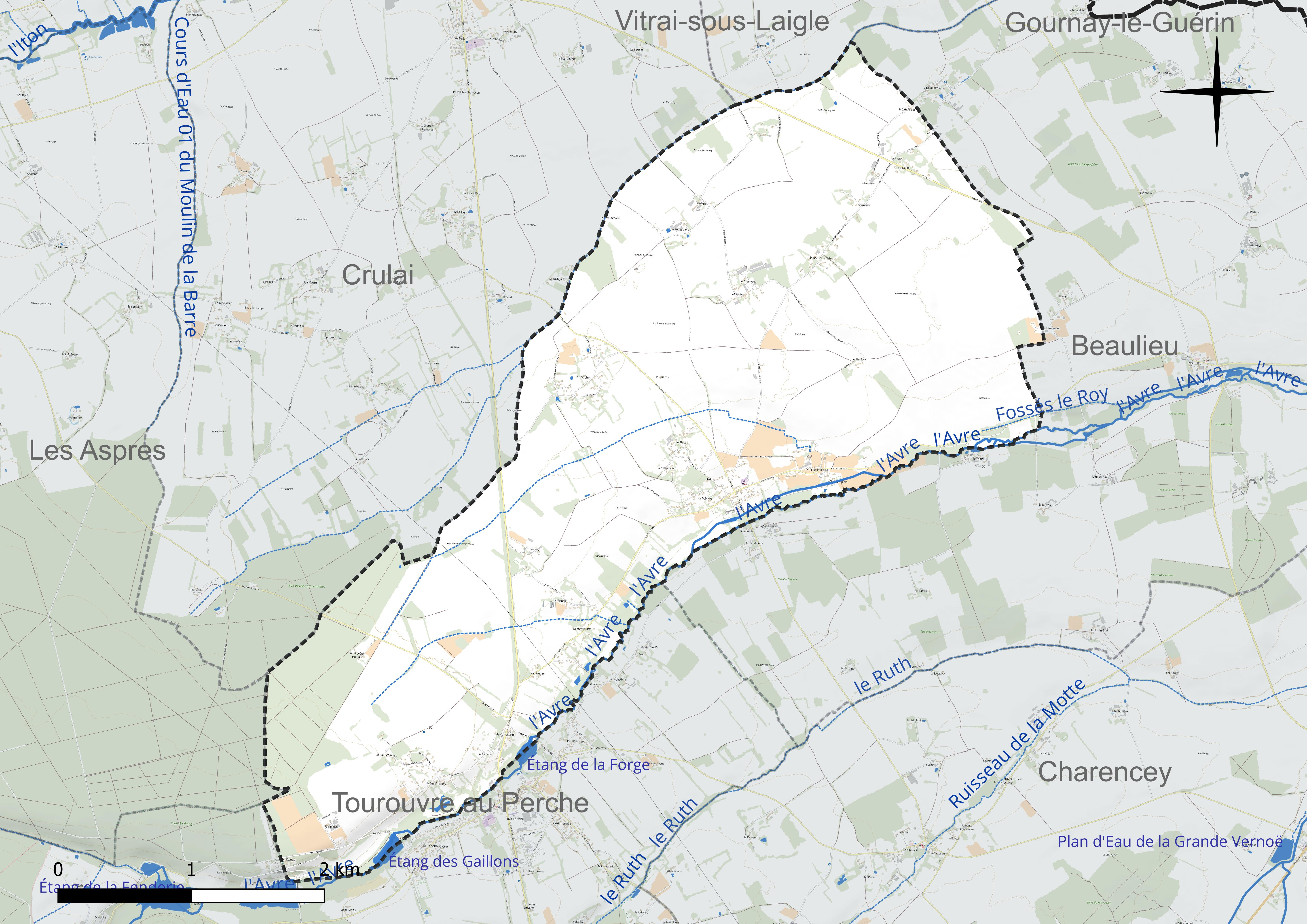
Réseau hydrographique d'Irai.

### Climat
Pour des articles plus généraux, voir Climat de la Normandie et Climat de l'Orne.
En 2010, le climat de la commune est de type climat océanique dégradé des plaines du Centre et du Nord, selon une étude du CNRS s'appuyant sur une série de données couvrant la période 1971-2000. En 2020, Météo-France publie une typologie des climats de la France métropolitaine dans laquelle la commune est exposée à un climat océanique altéré et est dans la région climatique Normandie (Cotentin, Orne), caractérisée par une pluviométrie relativement élevée (850 mm/a) et un été frais (15,5 °C) et venté. Parallèlement le GIEC normand, un groupe régional d’experts sur le climat, différencie quant à lui, dans une étude de 2020, trois grands types de climats pour la région Normandie, nuancés à une échelle plus fine par les facteurs géographiques locaux. La commune est, selon ce zonage, exposée à un « climat contrasté des collines », correspondant au Pays d'Ouche et au Perche et bénéficiant d’un caractère continental affirmé avec des précipitations atténuées et des amplitudes thermiques fortes.
Pour la période 1971-2000, la température annuelle moyenne est de 9,9 °C, avec une amplitude thermique annuelle de 14,3 °C. Le cumul annuel moyen de précipitations est de 755 mm, avec 12,1 jours de précipitations en janvier et 8,1 jours en juillet. Pour la période 1991-2020, la température moyenne annuelle observée sur la station météorologique la plus proche, située sur la commune de Beaulieu à 4 km à vol d'oiseau, est de 10,5 °C et le cumul annuel moyen de précipitations est de 836,7 mm,. Pour l'avenir, les paramètres climatiques de la commune estimés pour 2050 selon différents scénarios d’émission de gaz à effet de serre sont consultables sur un site dédié publié par Météo-France en novembre 2022.

## Urbanisme

### Typologie
Au 1er janvier 2024, Irai est catégorisée commune rurale à habitat dispersé, selon la nouvelle grille communale de densité à sept niveaux définie par l'Insee en 2022.
Elle est située hors unité urbaine. Par ailleurs la commune fait partie de l'aire d'attraction de L'Aigle, dont elle est une commune de la couronne,. Cette aire, qui regroupe 32 communes, est catégorisée dans les aires de moins de 50 000 habitants,.

### Occupation des sols
L'occupation des sols de la commune, telle qu'elle ressort de la base de données européenne d’occupation biophysique des sols Corine Land Cover (CLC), est marquée par l'importance des territoires agricoles (90,3 % en 2018), en diminution par rapport à 1990 (91,5 %). La répartition détaillée en 2018 est la suivante : 
terres arables (69,1 %), prairies (11,6 %), zones agricoles hétérogènes (9,6 %), forêts (5,8 %), zones urbanisées (3,9 %). L'évolution de l’occupation des sols de la commune et de ses infrastructures peut être observée sur les différentes représentations cartographiques du territoire : la carte de Cassini (XVIIIe siècle), la carte d'état-major (1820-1866) et les cartes ou photos aériennes de l'IGN pour la période actuelle (1950 à aujourd'hui).

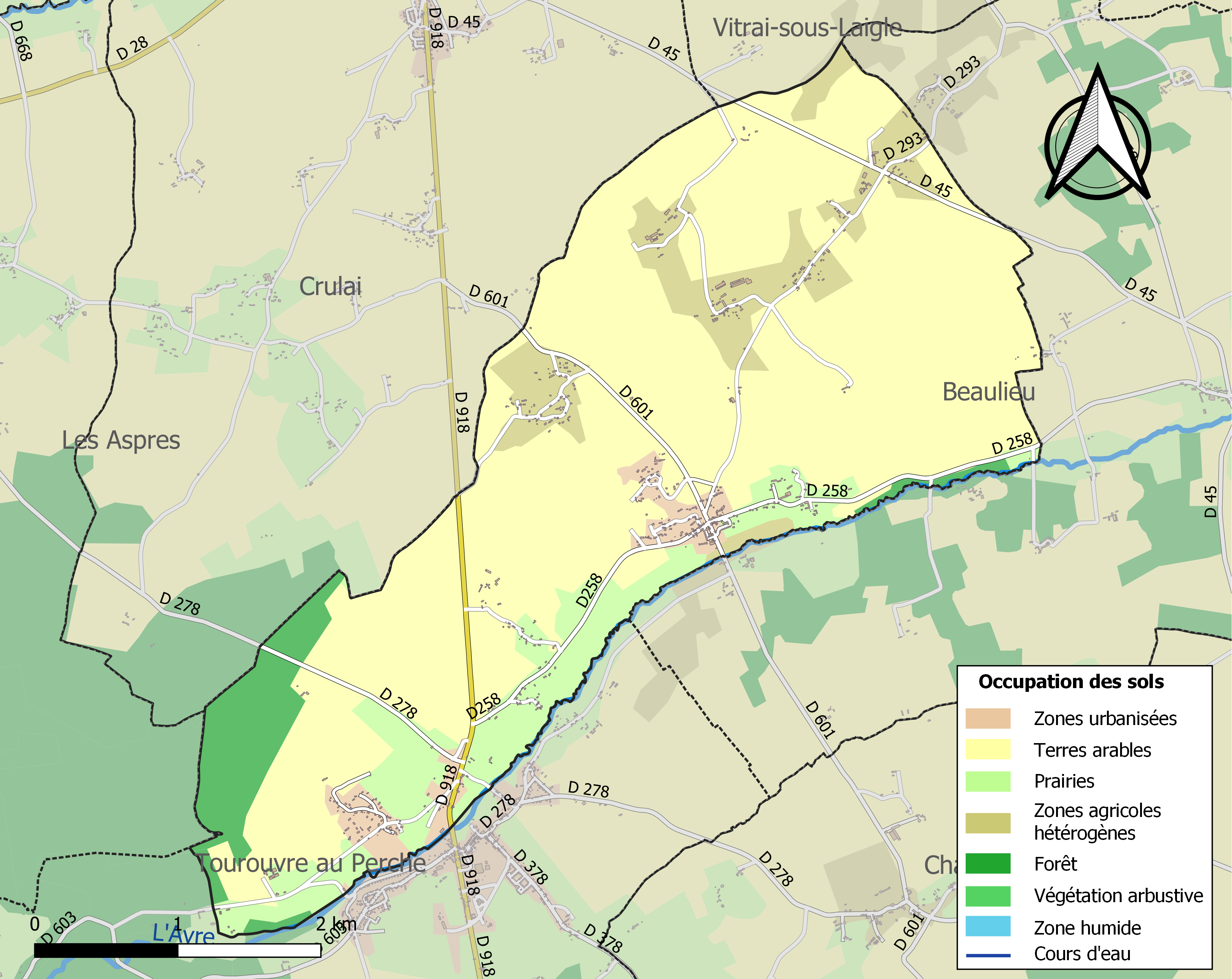
Carte des infrastructures et de l'occupation des sols de la commune en 2018 (CLC).

### Habitat et logement
En 2018, le nombre total de logements dans la commune était de 344, alors qu'il était de 332 en 2013 et de 286 en 2008.
Parmi ces logements, 73 % étaient des résidences principales, 19,4 % des résidences secondaires et 7,6 % des logements vacants. Ces logements étaient pour 97,6 % d'entre eux des maisons individuelles et pour 1,5 % des appartements.
Le tableau ci-dessous présente la typologie des logements à Irai en 2018 en comparaison avec celle de l'Orne et de la France entière. Une caractéristique marquante du parc de logements est ainsi une proportion de résidences secondaires et logements occasionnels (19,4 %) supérieure à celle du département (10,5 %) et à celle de la France entière (9,7 %). Concernant le statut d'occupation de ces logements, 73,5 % des habitants de la commune sont propriétaires de leur logement (71,7 % en 2013), contre 64,3 % pour l'Orne et 57,5 % pour la France entière.
| Typologie                                               | Irai | Orne | France entière |
| ------------------------------------------------------- | ---- | ---- | -------------- |
| Résidences principales (en %)                           | 73   | 78,3 | 82,1           |
| Résidences secondaires et logements occasionnels (en %) | 19,4 | 10,5 | 9,7            |
| Logements vacants (en %)                                | 7,6  | 11,2 | 8,2            |

## Toponymie
Le nom de la localité est attesté sous la forme Iray en 1793.
Les habitants d'Irai s'appellent les Idriuciens

## Politique et administration

### Rattachements administratifs et électoraux

#### Rattachements administratifs
La commune se trouve depuis 1942 dans l'arrondissement de Mortagne-au-Perche du département de l'Orne.
Elle faisait partie de 1793 à 1982 du canton de l'Aigle , année où il est scindé et Irai est rattaché au canton de l'Aigle-Est. Dans le cadre du redécoupage cantonal de 2014 en France, cette circonscription administrative territoriale a disparu, et le canton n'est plus qu'une circonscription électorale.

#### Rattachements électoraux
Pour les élections départementales, la commune fait partie depuis 2014 du canton de Tourouvre
Pour l'élection des députés, elle fait partie de la deuxième circonscription de l'Orne.

### Intercommunalité
Irai était membre de la communauté de communes du Pays de L'Aigle, un établissement public de coopération intercommunale (EPCI) à fiscalité propre créé fin 1994  et auquel la commune avait transféré un certain nombre de ses compétences, dans les conditions déterminées par le code général des collectivités territoriales.
Conformément aux prescriptions de la loi de réforme des collectivités territoriales du 16 décembre 2010, qui a prévu le renforcement et la simplification des intercommunalités et la constitution de structures intercommunales de grande taille, une première fusion avec la petite communauté de communes du Pays de la Marche intervient le 1er janvier 2013, créant la communauté de communes des Pays de L'Aigle et de la Marche. Dans le cadre des dispositions de la loi portant nouvelle organisation territoriale de la République du 7 août 2015, qui prévoit que les établissements publics de coopération intercommunale (EPCI) à fiscalité propre doivent avoir un minimum de 15 000 habitants, cette intercommunalité a fusionné avec la petite communauté de communes du canton de La Ferté-Frênel pour former, le 1er janvier 2017, la communauté de communes des Pays de L'Aigle, dont est désormais membre la commune.

### Administration municipale
Compte tenu de la population de la commune, son  conseil municipal est composé de quinze membres dont le maire et ses adjoints.

### Liste des maires
| Période                                  | Période                        | Identité          | Étiquette | Qualité |
| ---------------------------------------- | ------------------------------ | ----------------- | --------- | --- |
| Les données manquantes sont à compléter. |                                |                   |           | |
| 18…                                      | 18…                            | Vicomte d'Irai    |           | |
| Les données manquantes sont à compléter. |                                |                   |           | |
| 1989                                     | 2004                           | André Poulain     |           | Agriculteur, gestionnaire d'une charcuterie à la ferme Démissionnaire                                                    |
| 2004                                     | avril 2014                     | Gérard Sigonney   | SE        | Dessinateur industriel                                                                                                   |
| avril 2014                               | En cours (au 16 décembre 2022) | Jean-Luc Beaufils | SE        | Agent technico-économique agricole Vice-président de la CC des Pays de L'Aigle (2017 → ) Réélu pour le mandat 2020-2026, |

## Population et société

### Démographie
L'évolution du nombre d'habitants est connue à travers les recensements de la population effectués dans la commune depuis 1793. Pour les communes de moins de 10 000 habitants, une enquête de recensement portant sur toute la population est réalisée tous les cinq ans, les populations de référence des années intermédiaires étant quant à elles estimées par interpolation ou extrapolation. Pour la commune, le premier recensement exhaustif entrant dans le cadre du nouveau dispositif a été réalisé en 2007.

En 2022, la commune comptait 609 habitants, en évolution de +0,66 % par rapport à 2016 (Orne : −3,21 %, France hors Mayotte : +2,11 %).
| 1793 | 1800 | 1806 | 1821 | 1836 | 1841 | 1846 | 1851 | 1856 |
| ---- | ---- | ---- | ---- | ---- | ---- | ---- | ---- | ---- |
| 764  | 732  | 740  | 827  | 770  | 798  | 784  | 762  | 711  |

| 1861 | 1866 | 1872 | 1876 | 1881 | 1886 | 1891 | 1896 | 1901 |
| ---- | ---- | ---- | ---- | ---- | ---- | ---- | ---- | ---- |
| 690  | 709  | 643  | 619  | 595  | 562  | 568  | 526  | 542  |

| 1906 | 1911 | 1921 | 1926 | 1931 | 1936 | 1946 | 1954 | 1962 |
| ---- | ---- | ---- | ---- | ---- | ---- | ---- | ---- | ---- |
| 553  | 545  | 526  | 535  | 543  | 515  | 485  | 456  | 503  |

| 1968 | 1975 | 1982 | 1990 | 1999 | 2006 | 2007 | 2012 | 2017 |
| ---- | ---- | ---- | ---- | ---- | ---- | ---- | ---- | ---- |
| 402  | 328  | 408  | 427  | 458  | 525  | 535  | 582  | 613  |

| 2022 | - | - | - | - | - | - | - | - |
| ---- | - | - | - | - | - | - | - | - |
| 609  | - | - | - | - | - | - | - | - |

### Cultes
Pour l'exercice du culte catholique, les habitants sont rattachés à la paroisse Sainte-Anne-du-Perche.

## Culture locale et patrimoine

### Lieux et monuments
- Église Saint-Pierre du XVe siècle, remaniée. Ses retables et huit statues sont classés à titre d'objets aux monuments historiques[29].
- Château du XVIIe.
- Ancien haut-fourneau de Gaillon[30] ayant fonctionné jusqu'en 1870.

### Personnalités liées à la commune
- Chrétien-Siméon Le Prévost d'Iray (1768 au château d’Iray - 1849 au même lieu), homme de lettres.